# Cephalotes quadratus
Cephalotes quadratus é uma espécie de inseto do gênero Cephalotes, pertencente à família Formicidae.